# بول رودجرز
بول برنارد رودجرز (من مواليد 17 ديسمبر 1949)، مغني وكاتب أغاني وموسيقي إنجليزي كندي.
كان المغني الرئيسي للعديد من فرق الروك وكان أيضا فنان منفرد. حصل رودجرز على جائزة إيفور نوفيلو من الأكاديمية البريطانية للمساهمة المتميزة في الموسيقى البريطانية في عام 2011 .